# 夏培的星光大道
《夏培的星光大道》（英語：Sharpay's Fabulous Adventure）是風靡全美的迪士尼原創電影，為歌舞青春、歌舞青春2、歌舞青春3的續作，同時也是歌舞青春系列第四部電影。在2011年5月28日於美國、台灣、荷蘭等國家地區上映，是2011年迪士尼頻道原創電影，由夏培為主軸，講述她從東高中畢業後的紐約旅程。電影的DVD與藍光電影版本於2011年4月19日發行。

## 劇情
身為荒島地底火山溫泉渡假村（鄉村俱樂部）接班人的夏培從東高中畢業後，開始在各大演唱會展開她的演藝生涯，卻意外被星探杰瑞泰勒發現，她決定從阿布奎基出發到紐約，但是夏培的爸爸原先不讓她去，在夏培及夏培媽的拜託下讓夏培爸給她一個月的時間，如果沒成功就必須回去工作繼承家業，她借住身為俱樂部委員的父親朋友管理的豪華公寓。沒想到因為她的狗波波不符住戶規範而無法進入，只好去一個大學攝影系的學生皮頓的破爛公寓住，代價是要幫他拍短片「粉紅風暴」。
夏培似乎已習慣紐約的生活，還把房間漆成粉紅色的，但是發現星探找的是波波，要他拍「女孩的好朋友」中的好朋友，夏培原本放棄，卻因為波波是她的狗，於是夏培努力訓練她的狗，卻遇上強敵羅杰，但夏培不放棄，沒想到羅杰抄她的歌，美國大明星安貝莉亞當看上劇場殺手狗夫人和波波，要夫人和波波他們兩一起試鏡，羅杰對她下戰帖，讓夫人和波波搶奪雪比的位置，於是羅杰在安貝莉的鞋上塗上香劑讓波波舔鞋，夏培在夫人表演時吹口哨讓他轉圈圈，羅杰又放出貓讓波波和貓打架，但安貝莉其實內心陰險，想盡辦法要把那兩隻狗趕走，因為她認為觀眾是要看她而不是那兩隻狗，另一方面夏培爸寄了一封視訊，並告訴夏培時間距離當初的約定只剩兩個禮拜的時間。
而後安貝莉為了一瓶水把原本的助理開除，並請夏培當助理。夏培擔任安貝莉助理時，本來以為會非常開心，但卻只能強顏歡笑，因為安貝莉把大部分的工作都丟給夏培做。而導演把狗的戲份改到第二幕，但羅杰沒把通知交給夏培，讓波波在大眾前出糗，然後同時夫人和波波同時走失，夏培告訴皮頓這件事，沒想到夫人和波波去狗狗戀愛私奔，最後皮頓找到了他們倆。在一次意外中夏培聽到安貝莉要把狗的戲份都刪掉，而且還把夏培當女傭，她告訴羅杰安貝莉的事，他們共同要對抗安貝莉，於是夏培偷偷地將安貝莉的麥克風打開，讓所有粉絲聽到安貝莉的破口大罵，所有人就都對安貝莉比出反大拇指。安貝莉宣布放棄女主角一飾，並將錯推給夏培，導演氣得將夏培趕出電影院。
夏培最後回到百老匯收拾東西準備回家，皮頓把夏培背誦台詞、歌唱時的影片給大家看，導演欣喜若狂，並決定再給她一次機會，於是夏培被選為這一次的女主角，連她父母都來現場助陣，最後演出完美成功，連雷恩都來探望他，夏培最終也順利地成為舞台上最閃耀的一顆星。

## 演員
| 演員                 | 角色               | 配音   | 介紹                                                       |
| 艾希莉·提斯代爾      | 夏培·伊凡斯        | 謝佼娟 | 富家出身的嬌嬌女，夢想成為明星。                           |
| 奧斯汀·巴特勒        | 皮頓·萊弗里特·李維 | 鈕凱暘 | 蜜雪兒(夏培媽的朋友)的兒子，和夏培成為好朋友。             |
| 勞倫·柯林斯          | 埃利·斯頓·凡尼     |        | 知名製片，《女孩的好朋友》的製作人。                       |
| 布拉德利·史蒂芬·佩瑞 | 羅杰·艾利登        | 姜瑰瑾 | 起初是夏培敵人，有一隻狗叫夫人。最後與夏培聯合打擊安貝莉。 |
| 卡梅倫·古德曼        | 安貝莉·亞當        | 杜素真 | 美國大明星，外表漂亮卻內心陰險。                           |

## 生產
本作預告片於2010年11月釋出，並在迪士尼頻道中播放。

## 台詞節錄
夏培：我將會成為舞台上最閃耀的那顆星，巨星就要誕生了

皮頓：為了實現夢想，做什麼事都是值得的
 
夏培：擦不掉亮的一面，就擦暗的一面

夏培：我要別人知道我很棒，我要她們知道，但不知道我知道

皮頓：自信是自己知道自己很棒，自大是要以為別人知道自己很棒

夏培：命運不可靠，有些事必須插手管才行

夏培：完美好辛苦，而且完全不給你失望的空間

皮頓：場地再大，燈光再強，都掩蓋不了你的榮耀

夏培：我們的敵人不是彼此，我們要共同對抗主要敵人

皮頓：你的人生就為了到這個地方，這是你的地方，擁抱吧

## 原聲帶
電影原聲帶由美國Walt Disney Records製作，於2011年4月19日發行。

## 歌曲
| 歌曲編號 | 歌名                        | 演員        | 作曲                                           | 歌曲長度 |
| -------- | --------------------------- | ----------- | ---------------------------------------------- | -------- |
| 1        | Gonna Shine                 | 夏培        | Randy Petersen & Kevin Quinn                   | 3:11     |
| 2        | My Boi and me               | 夏培        | Matthew Tishler & Amy Powers                   | 2:26     |
| 3        | My Girl and me              | 羅傑        | Matthew Tishler & Amy Powers                   | 2:15     |
| 4        | New York's Best Kept Secret | 夏培        | David Lawrence & Faye Greenberg                | 3:28     |
| 5        | The Rest of My Life         | 夏培 & 舞群 | Matthew Tishler & Amy Powers                   | 3:01     |
| 6        | Baby                        | 雷恩        | Justin Bieber, The Dream & Christopher Stewart | 3:34     |
| 7        | Walking on Sunshine         | Aly & AJ    | Kimberly Rew                                   | 3:54     |
| 8        | Fabulous (Remix 混音版)     | 夏培&雷恩   | David Lawrence & Faye Greenberg                | 3:07     |

## 國際發行
| 國家                        | 電視頻道               | 電影播映日期 | 電影名稱                        |
| --------------------------- | ---------------------- | ------------ | ------------------------------- |
| 美國                        | 美國迪士尼頻道         | 2011/5/22    | Sharpay's Fabulous Adventure    |
| 加拿大                      | 加拿大家庭頻道         | 2011/5/27    | Sharpay's Fabulous Adventure    |
| 愛爾蘭 英國                 | 英國與愛爾蘭迪士尼頻道 | 2011/5/27    | Sharpay's Fabulous Adventure    |
| 汶萊 馬來西亞 菲律賓 新加坡 | 亞洲迪士尼頻道         | 2011/5/28    | Sharpay's Fabulous Adventure    |
| 臺灣                        | 臺灣迪士尼頻道         | 2011/7/16    | 夏培的星光大道                  |
| 澳洲 紐西蘭                 | 澳洲迪士尼頻道         | 2011/7/30    | Sharpay's Fabulous Adventure    |
| 波蘭                        | 波蘭迪士尼頻道         | 2011/9/10    | Boska przygoda Sharpay          |
| 法國                        | 法國迪士尼頻道         | 2012/3/7     | La Fabulous Aventure de Sharpay |

## 外部連結
- 官方网站
- 互联网电影数据库（IMDb）上《夏培的星光大道》的资料（英文）